# Midtjyske Jernbaner
Midtjyske Jernbaner A/S (Mjba) er et dansk jernbaneselskab, der ejer og driver Lemvigbanen mellem Vemb, Lemvig og Thyborøn i Nordvestjylland. Desuden driver det en del af den vestjyske længdebane mellem Skjern og Holstebro. Selskabet ejes af Midttrafik, Lemvig Kommune, Holstebro Kommune og et antal mindre private aktionærer.
Midtjyske Jernbaner blev dannet i 2008 ved en fusion af Lemvigbanen og Odderbanen mellem Aarhus og Odder i Østjylland. Det blev senere besluttet, at der skulle være samdrift mellem Odderbanen og Grenaabanen som Aarhus Nærbane, hvilket betød at DSB overtog driften af Odderbanen i december 2012. Efterfølgende blev det besluttet, at Odderbanen skulle indgå i Aarhus Letbane, der overtog banen 1. september 2016. Persontrafikken på banen blev indstillet 27. august 2016, umiddelbart inden ombygningen til letbane gik i gang. Ombygningen og den medfølgende godkendelsesproces varede to år, før Odderbanen kunne genåbne som letbane 25. august 2018.
Midtjyske Jernbaner bestod herefter i nogle år kun af Lemvigbanen. Der var 27 ansatte, der beskæftigede sig med både person- og godstrafik. 13. december 2020 overtog selskabet imidlertid driften af strækningen mellem Skjern og Holstebro fra Arriva. Til brug for det overtog Midtjyske Jernbaner desuden fire Desiro-togsæt fra DSB. Trafikken på Lemvigbanen varetages af de tre Y-tog Storåen, Tangen og Heden, der fulgte med banen ved fusionen i 2008.